# ATP German Open 1998 - Qualificazioni singolare
Le qualificazioni del singolare  dell'ATP German Open 1998 sono state un torneo di tennis preliminare per accedere alla fase finale della manifestazione. I vincitori dell'ultimo turno sono entrati di diritto nel tabellone principale. In caso di ritiro di uno o più giocatori aventi diritto a questi sono subentrati i lucky loser, ossia i giocatori che hanno perso nell'ultimo turno ma che avevano una classifica più alta rispetto agli altri partecipanti che avevano comunque perso nel turno finale.
Le qualificazioni del torneo ATP German Open 1998 prevedevano 28 partecipanti di cui 7 sono entrati nel tabellone principale.

## Teste di serie
1. Javier Sánchez (ultimo turno)
2. Daniel Vacek (ultimo turno)
3. Jordi Burillo (primo turno)
4. Lucas Arnold Ker (primo turno)
5. Hendrik Dreekmann (primo turno)
6. Jacobo Diaz-Ruiz (Qualificato)
7. André Sá (ultimo turno)

1. Bernd Karbacher (primo turno)
2. Dirk Dier (primo turno)
3. Emilio Benfele Álvarez (Qualificato)
4. Fernando Vicente (Qualificato)
5. Jens Knippschild (Qualificato)
6. Francisco Roig (primo turno)
7. Tuomas Ketola (primo turno)

## Qualificati
1. Jan Apell
2. Jens Knippschild
3. Marzio Martelli
4. Fernando Vicente

1. Emilio Benfele Álvarez
2. Jacobo Diaz-Ruiz
3. Bernd Karbacher

## Tabellone

### Legenda
| - Q = Qualificato - WC = Wild card - LL = Lucky loser | - ALT = Alternate - SE = Special Exempt - PR = Protected Ranking | - w/o = Walkover - r = Ritirato - d = Squalificato |

### Sezione 1
|  | Primo turno | Primo turno     | Primo turno     | Primo turno | Primo turno |  |  | Ultimo turno | Ultimo turno   | Ultimo turno   | Ultimo turno | Ultimo turno |  |
|  |             |                 |                 |             |             |  |  |              |                |                |              |              |  |
|  | 1           | Javier Sánchez  | Javier Sánchez  | 6           | 6           |  |  |              |                |                |              |              |  |
|  |             | Andrej Čerkasov | Andrej Čerkasov | 2           | 4           |  |  | 1            | Javier Sánchez | Javier Sánchez | 4            | 1            |  |
|  |             | Jan Apell       | 6               | 2           | 6           |  |  |              | Jan Apell      | Jan Apell      | 6            | 6            |  |
|  | 14          | Tuomas Ketola   | 3               | 6           | 4           |  |  |              |                |                |              |              |  |

### Sezione 2
|  | Primo turno | Primo turno           | Primo turno           | Primo turno | Primo turno |  |  | Ultimo turno | Ultimo turno     | Ultimo turno     | Ultimo turno | Ultimo turno |  |
|  |             |                       |                       |             |             |  |  |              |                  |                  |              |              |  |
|  | 2           | Daniel Vacek          | 6                     | 4           | 6           |  |  |              |                  |                  |              |              |  |
|  |             | Falk Nier             | 3                     | 6           | 3           |  |  | 2            | Daniel Vacek     | Daniel Vacek     | 4            | 0            |  |
|  | 12          | Jens Knippschild      | Jens Knippschild      | 6           | 6           |  |  | 12           | Jens Knippschild | Jens Knippschild | 6            | 6            |  |
|  |             | Jean-Baptiste Perlant | Jean-Baptiste Perlant | 3           | 1           |  |  |              |                  |                  |              |              |  |

### Sezione 3
|  | Primo turno | Primo turno     | Primo turno     | Primo turno | Primo turno |  |  | Ultimo turno    | Ultimo turno    | Ultimo turno    | Ultimo turno | Ultimo turno |  |
|  |             |                 |                 |             |             |  |  |                 |                 |                 |              |              |  |
|  |             | Marzio Martelli | Marzio Martelli | 6           | 6           |  |  |                 |                 |                 |              |              |  |
|  | 3           | Jordi Burillo   | Jordi Burillo   | 3           | 4           |  |  | Marzio Martelli | Marzio Martelli | Marzio Martelli | 6            | 6            |  |
|  |             | Francisco Roig  | 6               | 2           | 7           |  |  | Francisco Roig  | Francisco Roig  | Francisco Roig  | 3            | 4            |  |
|  | 13          | Arnaud Boetsch  | 3               | 6           | 6           |  |  |                 |                 |                 |              |              |  |

### Sezione 4
|  | Primo turno | Primo turno      | Primo turno      | Primo turno | Primo turno |  |  | Ultimo turno | Ultimo turno     | Ultimo turno     | Ultimo turno | Ultimo turno |  |
|  |             |                  |                  |             |             |  |  |              |                  |                  |              |              |  |
|  |             | Tomás Carbonell  | 3                | 6           | 7           |  |  |              |                  |                  |              |              |  |
|  | 4           | Lucas Arnold Ker | 6                | 1           | 6           |  |  |              | Tomás Carbonell  | Tomás Carbonell  | 2            | 3            |  |
|  | 11          | Fernando Vicente | Fernando Vicente | 6           | 6           |  |  | 11           | Fernando Vicente | Fernando Vicente | 6            | 6            |  |
|  |             | Michael Kohlmann | Michael Kohlmann | 4           | 3           |  |  |              |                  |                  |              |              |  |

### Sezione 5
|  | Primo turno | Primo turno            | Primo turno            | Primo turno | Primo turno |  |  | Ultimo turno | Ultimo turno           | Ultimo turno           | Ultimo turno | Ultimo turno |  |
|  |             |                        |                        |             |             |  |  |              |                        |                        |              |              |  |
|  |             | Axel Pretzsch          | Axel Pretzsch          | 6           | 6           |  |  |              |                        |                        |              |              |  |
|  | 5           | Hendrik Dreekmann      | Hendrik Dreekmann      | 4           | 4           |  |  |              | Axel Pretzsch          | Axel Pretzsch          | 6            | 6            |  |
|  | 10          | Emilio Benfele Álvarez | Emilio Benfele Álvarez | 7           | 6           |  |  | 10           | Emilio Benfele Álvarez | Emilio Benfele Álvarez | 7            | 7            |  |
|  |             | Rodolphe Gilbert       | Rodolphe Gilbert       | 5           | 3           |  |  |              |                        |                        |              |              |  |

### Sezione 6
|  | Primo turno | Primo turno      | Primo turno      | Primo turno | Primo turno |  |  | Ultimo turno | Ultimo turno     | Ultimo turno     | Ultimo turno | Ultimo turno |  |
|  |             |                  |                  |             |             |  |  |              |                  |                  |              |              |  |
|  | 6           | Jacobo Diaz-Ruiz | Jacobo Diaz-Ruiz | 6           | 7           |  |  |              |                  |                  |              |              |  |
|  |             | Björn Phau       | Björn Phau       | 3           | 5           |  |  | 6            | Jacobo Diaz-Ruiz | Jacobo Diaz-Ruiz | 6            | 6            |  |
|  |             | Dirk Dier        | 4                | 6           | 6           |  |  |              | Dirk Dier        | Dirk Dier        | 4            | 2            |  |
|  | 9           | Rainer Schüttler | 6                | 4           | 1           |  |  |              |                  |                  |              |              |  |

### Sezione 7
|  | Primo turno | Primo turno     | Primo turno | Primo turno | Primo turno |  |  | Ultimo turno | Ultimo turno    | Ultimo turno    | Ultimo turno | Ultimo turno |  |
|  |             |                 |             |             |             |  |  |              |                 |                 |              |              |  |
|  | 7           | André Sá        | André Sá    | 6           | 6           |  |  |              |                 |                 |              |              |  |
|  |             | Lars Übel       | Lars Übel   | 3           | 4           |  |  | 7            | André Sá        | André Sá        | 4            | 4            |  |
|  |             | Bernd Karbacher | 6           | 6           | 6           |  |  |              | Bernd Karbacher | Bernd Karbacher | 6            | 6            |  |
|  | 8           | Diego Nargiso   | 7           | 4           | 2           |  |  |              |                 |                 |              |              |  |